# Campeonato Mundial de Lucha de 1973
El XXIX Campeonato Mundial de Lucha se celebró en Teherán (Irán) entre el 6 y el 14 de septiembre de 1973 bajo la organización de la Federación Internacional de Luchas Asociadas (FILA) y la Federación Iraní de Lucha.

## Resultados

### Lucha grecorromana
| Evento  | Oro                        | Plata                        | Bronce                         |
| ------- | -------------------------- | ---------------------------- | ------------------------------ |
| 48 kg   | Vladimir Zubkov URSS       | Ryszard Świerad · Polonia    | Ferenc Seres · Hungría         |
| 52 kg   | Nicu Gîngă Rumania         | Jan Michalik · Polonia       | Rahim Aliabadi Irán            |
| 57 kg   | Józef Lipień · Polonia     | Rustem Kazakov URSS          | Jristo Traikov Bulgaria        |
| 62 kg   | Kazimierz Lipień · Polonia | Anatoli Kavkayev URSS        | László Réczi · Hungría         |
| 68 kg   | Shamil Jisamutdinov URSS   | Sreten Damjanović Yugoslavia | Heinz-Helmut Wehling RDA       |
| 74 kg   | Ivan Kolev Bulgaria        | Jan Karlsson · Suecia        | Klaus-Peter Göpfert RDA        |
| 82 kg   | Leonid Liberman URSS       | Milan Nenadić Yugoslavia     | Miroslav Janota Checoslovaquia |
| 90 kg   | Valeri Rezantsev URSS      | Czesław Kwieciński · Polonia | Stoyan Ivanov Bulgaria         |
| 100 kg  | Nikolai Balboshin URSS     | Kamen Goranov Bulgaria       | Andrzej Skrzydlewski · Polonia |
| +100 kg | Alexandar Tomov Bulgaria   | Petr Kment Checoslovaquia    | Shota Morchiladze URSS         |

### Lucha libre
| Evento  | Oro                         | Plata                        | Bronce                           |
| ------- | --------------------------- | ---------------------------- | -------------------------------- |
| 48 kg   | Roman Dmitriyev URSS        | Jasan Isaev Bulgaria         | Ochirdolgoryn Enjtaivan Mongolia |
| 52 kg   | Ebrahim Yavadi Irán         | Arsen Alajverdiyev URSS      | Yuji Takada Japón                |
| 57 kg   | Mohsen Farahvashi Irán      | Megdiin Joilogdorzh Mongolia | Vladimir Yumin URSS              |
| 62 kg   | Zagalav Abdulbekov URSS     | Heinz Stahr RDA              | Mohamad-Reza Navaei Irán         |
| 68 kg   | Lloyd Keaser Estados Unidos | Nasrula Nasrulayev URSS      | János Kocsis · Hungría           |
| 74 kg   | Mansur Barzegar Irán        | Ruslan Ashuraliyev URSS      | Jan Karlsson · Suecia            |
| 82 kg   | Vasili Siulzhin URSS        | Vasile Iorga Rumania         | Ismail Abilov Bulgaria           |
| 90 kg   | Levan Tediashvili URSS      | Horst Stottmeister RDA       | Benjamin Peterson Estados Unidos |
| 100 kg  | Ivan Yaryguin URSS          | József Csatári · Hungría     | Dimitar Nekov Bulgaria           |
| +100 kg | Soslan Andiyev URSS         | Boyan Boev Bulgaria          | Ladislau Șimon Rumania           |

## Medallero
| Núm. | País           | Oro | Plata | Bronce | Total |
| ---- | -------------- | --- | ----- | ------ | ----- |
| 1    | URSS           | 11  | 5     | 2      | 18    |
| 2    | Irán           | 3   | 0     | 2      | 5     |
| 3    | Bulgaria       | 2   | 3     | 4      | 9     |
| 4    | Polonia        | 2   | 3     | 1      | 6     |
| 5    | Rumania        | 1   | 1     | 1      | 3     |
| 6    | Estados Unidos | 1   | 0     | 1      | 2     |
| 7    | RDA            | 0   | 2     | 2      | 4     |
| 8    | Yugoslavia     | 0   | 2     | 0      | 2     |
| 9    | Hungría        | 0   | 1     | 3      | 4     |
| 10   | Checoslovaquia | 0   | 1     | 1      | 2     |
| 10   | Mongolia       | 0   | 1     | 1      | 2     |
| 10   | Suecia         | 0   | 1     | 1      | 2     |
| 13   | Japón          | 0   | 0     | 1      | 1     |
|      | TOTAL          | 20  | 20    | 20     | 60    |